# Umbrina ronchus
L'ombrina atlantica (Umbrina ronchus), conosciuta anche come ombrina fosca o ombrina gialla, è un pesce osseo marino della famiglia Sciaenidae.

## Distribuzione e habitat
È una specie subtropicale diffusa nell'Oceano Atlantico orientale dal Marocco e l'Angola ed è anche segnalata, molto raramente, nel mar Mediterraneo occidentale, anche in acque italiane.

Si incontra su fondi molli (talvolta anche su quelli duri) tra 20 e 200 metri di profondità.

## Descrizione
Ha un aspetto d'insieme simile a quello della comune ombrina mediterranea, da cui si riconosce per i seguenti caratteri:
- il muso è più breve
- il bordo dell'opercolo branchiale è chiaro (nell'ombrina è nero)
- le pinne pettorali di solito sono di colore giallo
- le pinne ventrali, la pinna anale e il lobo inferiore della pinna caudale sono di colore nero
- il colore generale del corpo è bronzeo o bruno su dorso e fianchi e sul dorso sono presenti linee oblique sinuose gialle, simili a quelle dell'ombrina ma molto meno visibili.

La taglia raggiunge circa 80 cm al massimo.

## Alimentazione, Riproduzione e Pesca
Simili a quelle dell'ombrina.

## Specie affini
L'Umbrina canariensis (Valenciennes, 1843), nota in italiano come ombrina delle Canarie è diffusa nell'Oceano Atlantico tropicale e temperato fino al golfo di Guascogna, è rara nel Mediterraneo. È complessivamente molto simile all'ombrina e ancor più all'ombrina fosca ma ha sagoma più breve e più alta, con occhi più grandi e bocca più piccola. Il colore è bronzeo o bruno dorato con linee oblique sul dorso poco definite e bordo scuro sulla pinna caudale e sulla seconda pinna dorsale. Vive in acque più profondi delle altre ombrine, gli individui maturi su fondi mobili oltre i 60 metri, i giovani a volte in acque più basse.